# Philip Rasmussen
Philip Rasmussen (født 12. januar 1989) er en dansk fodboldspiller, der spiller for Lyngby BK i 1. division.  
Philip Rasmussen skiftede i året 2017 til Oklahoma City.

## Karriere

### Viborg FF
I sommeren 2010 skiftede han til Viborg FF på en halvårlig kontrakt, efter han havde spillet 22 kampe for FC Nordsjælland i Superligaen. Kontrakten med Viborg blev ikke forlænget, efter 11 kampe i efterårssæsonen.

### FC Vestsjælland
Rasmussen skrev i februar 2011 under på en 2½ årlig aftale med FC Vestsjælland.

### Lyngby BK
I sommeren 2013 skiftede Rasmussen fra FC Vestsjælland til Lyngby BK på en fri transfer. Her fik han en kontrakt frem til udgangen af 2013. Ved kontrakten udløb forlængede parterne samarbejdet til sommeren 2015.

### Oklahoma City Energy
Philip Rasmussen skiftede til Oklahoma City Energy per 1. januar 2017, hvor Jimmy Nielsen er manager.